# Сабах I ас-Сабах
Сабах I ас-Сабах (Сабах аль-Аваль ибн Джабер аль-Сабах) (араб. صباح الأول بن جابر الصباح‎) (ок. 1700—1762) — 1-й шейх Кувейта из династии Ас-Сабах (ок. 1756—1762).

## Биография
Отец — Джабер ибн Салман ибн Ахмад ас-Сабах, мать — Мариам бинт Файсал аль-Утаби.
Сабах ибн Джабер принадлежал к семейству ас-Сабах племени бану утуб, которое в начале XVIII века перекочевало из Центральной Аравии на север. Первоначально ас-Сабахи поселились в иракском городе Умм-Каср, но османы изгнали их оттуда. Тогда ас-Сабахи переселились южнее, в Кувейт, где объединились с другими семействами, аль-Халифа и аль-Джалахима.
По достигнутому в 1716 году соглашению ас-Сабахи стали отвечать за оборону нового места жительства и за сбор пошлин. То есть, фактически, в их руках оказалась административная власть. По мере того как ослабевало влияние племени бану халид, которому ранее принадлежали здешние земли, у жителей Кувейта возникла потребность в самоорганизации для ведения переговоров с османским губернатором в Басре. С этой целью в 1756 году (по другим данным — в 1752 году) совет старейшин избрал шейха — Сабаха ибн Джабера из семейства ас-Сабах. Так было положено начало правлению династии ас-Сабах в Кувейте.
В ведении Сабаха находились отправление правосудия, сбор налогов и пошлин, а также ведение дипломатических переговоров. Сабах не обладал всей полнотой власти. Он должен был советоваться с представителями ведущих семейств Кувейта и знатными купцами. В 1760 году шейх Сабах инициировал строительство крепостной стены, полностью окружившей Эль-Кувейт.
Сабах ас-Сабах заработал столь большой авторитет, что после его смерти шейхом был избран его младший сын Абдалла I (1762—1814).